# Plamistość siatkowa jęczmienia
Plamistość siatkowa jęczmienia (ang. net blotch of barley) – wywołana przez Pyrenophora teres grzybowa choroba jęczmienia (Hordeum).

## Objawy
Występuje na różnych gatunkach jęczmienia we wszystkich rejonach jego uprawy na świecie. Szczególnie duże straty plonu mają miejsce w uprawach jęczmienia ozimego. Są zależne od pogody oraz odporności danej odmiany na patogena i mogą wynieść 10–40%. Największe szkody wyrządza w krajach o klimacie umiarkowanym.
Objawy choroby występują we wszystkich fazach rozwoju roślin. Pierwsze pojawiają się już na siewkach i mają postać brunatnych plamek. Później występują na wszystkich nadziemnych częściach rośliny, ale najsilniej na blaszkach i pochwach liściowych. Mają postać siateczkowatych plam składających się z ciemnobrązowych, podłużnych i poprzecznych nekroz, otoczonych żółtymi, chlorotycznymi obszarami. Objawy te mogą być pomylone z pasiastością liści jęczmienia wywołaną przez Pyrenophora graminea, w tej chorobie jednak nie występują plamy poprzeczne i siateczkowaty wzór. Czasami, oprócz typowych siateczkowatych plam, mogą jednak występować objawy nietypowe: owalne lub nieregularne, ciemnobrunatne plamy lub punkty o średnicy 3–6 mm. Te nietypowe objawy choroby częściej obserwowane są w krajach Europy Zachodniej.
Silnie porażone liście żółkną i zamierają. Porażeniu ulegają również ziarniaki, od zdrowych odróżniają się ciemniejszą barwą.

## Epidemiologia
Jednym ze źródeł infekcji pierwotnej są zainfekowane grzybnią patogenu ziarniaki. Znajduje się ona w ich okrywie i w owocni. Patogen zimuje także na resztkach pożniwnych, na porażonych oziminach oraz na dziko rosnących trawach. Na resztkach pożniwnych wiosną dojrzewają pseudotecja, z których wiosną i wczesnym latem wydostają się askospory. Może to następować w szerokim zakresie temperatur, a optymalna temperatura do kiełkowania askospor wynosi 20–28 °C. Do zainfekowania roślin potrzebny jest długi czas zwilżenia; dla liści wynosi on co najmniej 12 godzin u odmian podatnych i 18–24 godziny u odmian odpornych. Okres inkubacji wynosi 3–8 dni. Infekcji pierwotnej może dokonać także grzybnia znajdująca się na resztkach pożniwnych. Grzybnia na porażonych roślinach wytwarza zarodniki konidialne, które dokonują infekcji wtórnych, rozprzestrzeniając chorobę. Uwalniają się podczas deszczowej pogody, a rozprzestrzeniane są przez wiatr. Dłuższe okresy suchej pogody hamują lub opóźniają rozwój choroby.

## Ochrona
Do siewu należy stosować kwalifikowane i zaprawione ziarno. Zaprawianie ziarna nie tylko chroni je przed infekcją, ale chroni także przed infekcją wyrosłe z niego rośliny jęczmienia do początku fazy strzelania w źdźbło. Głęboka orka jesienna niszczy źródła infekcji znajdujące się w resztkach pożniwnych. Uprawa odmian odpornych zmniejsza możliwość ich porażenia z innych źródeł. Wskazane jest także jednokrotne opryskiwanie roślin w okresie kłoszenia fungicydami strobilurynowymi (np. azoksystrobina, pikokystrobina), triazolowymi (np. triadimenol, flusilazol), benzimidazolowymi (np. karbendazym). W razie potrzeby opryskiwanie można powtórzyć, stosując fungicyd z innej grupy.